# Base d'hydravions de Kalafrana
La base d'hydravions de Kalafrana est créée en 1917 à Malte, et passe sous la responsabilité de la RAF, la Royal Air Force, le 1er avril 1918. Les hydravions participent à la lutte anti-sous-marine en Méditerranée centrale. Dans l'entre-deux guerres, les activités de la base sont étendues aux sauvetages air-mer. En 1946, à la fin de la Seconde Guerre mondiale, la base est transférée à la Royal Navy qui l'utilise comme base d'entretien du matériel jusqu'à sa fermeture en 1979. Le site est ensuite utilisé pour l'implantation du Malta Freeport.

## Opérations
La base du Royal Naval Air Service a été formée au début de 1917 lorsqu'une cale de halage et un hangar à hydravions ont été construits, une unité de construction de chantier naval emménageant en juin 1917 pour assembler des pièces d'hydravions importées du Royaume-Uni. À la fin du mois de juillet, cinq hydravions Curtiss H-4 "Small America" ont quitté Felixstowe, en Angleterre, pour commencer à patrouiller aux abords de Malte. Plus tard, ils furent rejoints par des hydravions Short Type 184 et deux petits hydravions FBA Type A biplaces. Ceux-ci étaient soutenus par des de Havilland DH9 basés sur le terrain du Royal Malta Golf Club à Il Marsa, opérant dans le rôle anti-sous-marin.

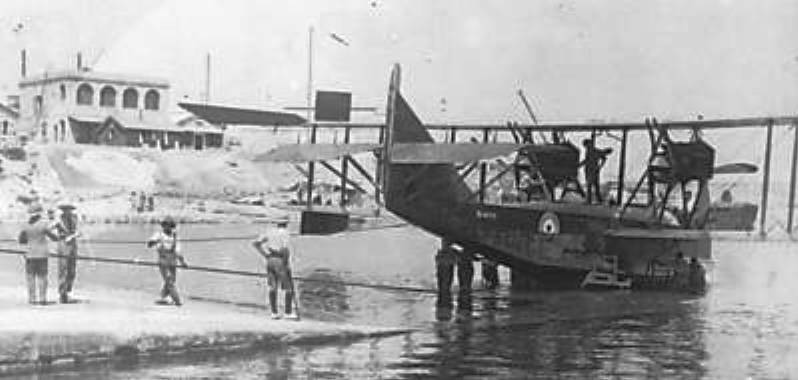
Un Felixstowe F.3 à Kalafrana

Avec la formation de la Royal Air Force le 1er avril 1918, le commandement de la RAF Kalafrana a été officialisé sous le colonel C. Reynolds. Le Squadron 267 a été formé à Kalafrana le 27 septembre 1918 à partir des escadrilles 360, 361, 362 et 363 en tant qu'unité   anti-sous-marine effectuant des patrouilles en Méditerranée jusqu'à la fin des hostilités de la 1ère guerre mondiale. Le Squadron 267 est resté à Malte jusqu'à ce qu'il soit renuméroté No. 481 le 1er août 1923.
Les DH9 ont formé le noyau du premier élément aérien basé à terre de Malte, augmentant la capacité anti-sous-marine par tous temps de l'île. En janvier 1923, un aérodrome dédié a été construit à Ħal Far, fournissant une base à terre pour les avions embarqués. Ceux-ci ont été complétés par un autre aérodrome en herbe et en terre à Ta 'Qali en 1940, qui imposaient tous deux de sévères restrictions d'exploitation par temps humide. En octobre 1939, les travaux ont commencé sur un aérodrome avec une piste pavée à Luqa.
En décembre 1936, le 701 Naval Air Squadron s'est déplacé à Kalafrana pour opérer des Hawker Osprey, Fairey III, Blackburn Shark, Fairey Seal (en) et Fairey Swordfish. En septembre 1937, 209 Squadron et 210 Squadron opérait le Short Singapore dans le cadre de patrouilles anti-piraterie au profit de la navigation britannique pendant la guerre civile espagnole. En 1940, ceux-ci ont été complétés par des Short Sunderland anti-sous-marins de 228 Squadron RAF avec des hydravions Supermarine Walrus et un Fairey Swordfish équipé de flotteurs dans le rôle SAR. Un détachement de Short Sunderland Mk.Is du 228 Squadron basé à Alexandrie a opéré à partir de Kalafrana entre le 10 juin et le 25 mars 1941.
La RAF Kalafrana a également servi de centre SAR, exploitant plusieurs lancements à grande vitesse de différents types. Une base secondaire à Ta' Veccia à St. Paul's Bay a donné à la section maritime une plus grande couverture et réduit les temps de réaction.
La section de maintenance de la RAF Kalafrana a fonctionné comme centre de recyclage logistique pour les opérations de la RAF à Malte tout au long de la guerre. Les moteurs, l'électronique, les pièces de cellule et les armements des avions endommagés ont été récupérés, stockés, réparés si nécessaire et réutilisés si possible. Le recyclage était devenu essentiel à l'effort de guerre à Malte alors que l'isolement de l'île augmentait avec le déplacement vers le sud des forces de l'Axe à la fin de 1941.